# Carlos José Ñáñez

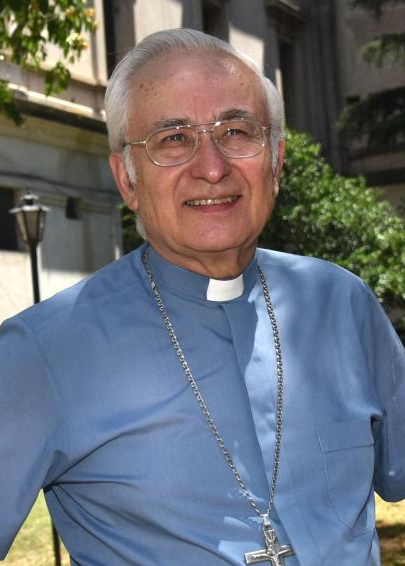
Erzbischof Carlos José Ñáñez

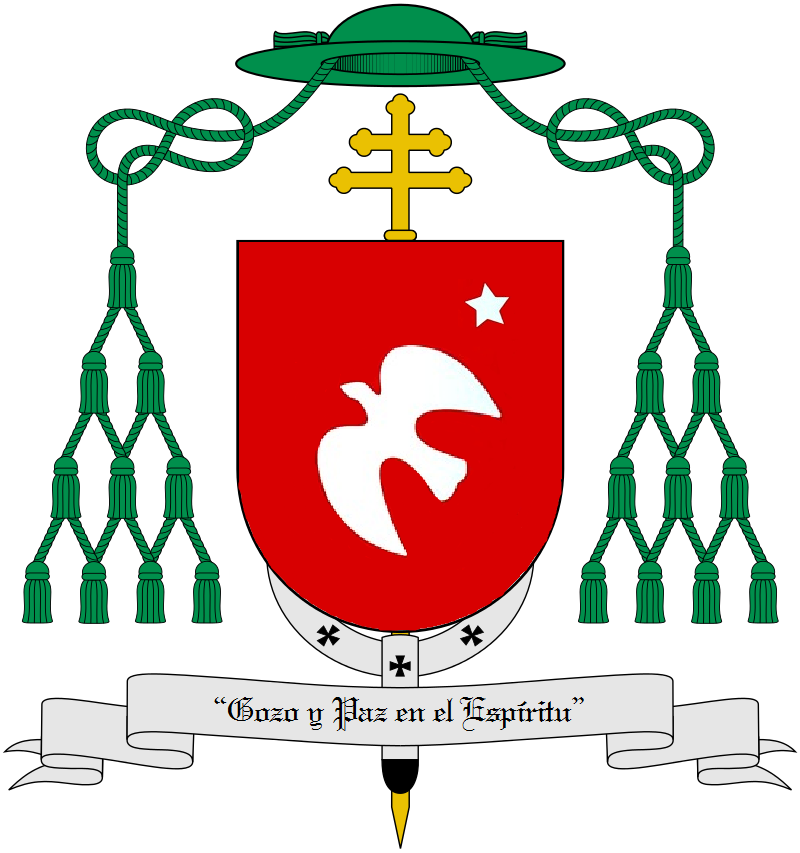
Erzbischofswappen

Carlos José Ñáñez (* 9. August 1946 in Córdoba, Argentinien) ist ein argentinischer Geistlicher und emeritierter römisch-katholischer Erzbischof von Córdoba.

## Leben
Ñáñez trat nach seinem Abitur am Liceo Militar General Paz der argentinischen Armee in das Priesterseminar des Erzbistums Córdoba ein. An der Päpstlichen Universität Gregoriana in Rom erwarb er ein Lizenziat in Theologie. Am 17. Juli 1971 empfing er in Córdoba das Sakrament der Priesterweihe. Er war Assistent des Kaplans am Liceo Militar General Paz, später Kaplan am Colegio Nuestra Señora del Huerto de Córdoba. Er war am Priesterseminar in Córdoba tätig und war Prorektor und von 1978 bis 1988 Regens des Seminars. Von 1989 bis 1990 war er Pfarrer der Pfarrei Christus der Erlöser in Córdoba.
Am 12. Dezember 1990 ernannte ihn Papst Johannes Paul II. zum Titularbischof von Lete und zum Weihbischof in Córdoba. Die Bischofsweihe spendete ihm am 24. Januar 1991 der Erzbischof von Córdoba, Raúl Francisco Kardinal Primatesta. Mitkonsekratoren waren Erzbischof Ubaldo Calabresi, Apostolischer Nuntius in Argentinien, und Adolfo Roque Esteban Arana, Bischof von Río Cuarto. Carlos José Ñáñez wurde am 20. Dezember 1995 zum Koadjutorerzbischof von Tucumán berufen. Dieses Amt trat er am 2. Februar 1996 an. Papst Johannes Paul II. ernannte Ñáñez am 17. November 1998 zum Erzbischof von Córdoba. Sein Amtsantritt fand am 12. März 1999 statt. Am 29. Juni desselben Jahres erhielt er das Pallium von Papst Johannes Paul II.
Ñáñez gehört der Argentinischen Bischofskonferenz CEA an und war Mitglied der bischöflichen Kommission der Ministerien (1991–1999), Präsident der bischöflichen Kommission für Familie (1999–2005) und ist seit 2005 Präsident der Bischöflichen Kommission für Liturgie und der Kommission „ad hoc“ für das katholische Messbuch in Argentinien.
Am 22. Juli 2014 wurde er von Papst Franziskus zum Mitglied des Päpstlichen Rates zur Förderung der Einheit der Christen berufen.
Seinem Ruhestandsgesuch wurde von Papst Franziskus am 6. November 2021 stattgegeben und zeitgleich Ángel Sixto Rossi SJ zu seinem Nachfolger ernannt.